# Alexander Wielemans von Monteforte
Alexander Wielemans von Monteforte (4. února 1843 Vídeň – 7. října 1911 Dornbach, Vídeň) byl rakouský architekt pozdního historismu.
Studoval na vídeňské Akademii u Eduarda van der Nüll, Augusta Sicarda von Sicardsburg a u stavitele katedrál Friedricha von Schmidt, v jehož ateliéru také až do roku 1874 pracoval. V roce 1888 byl Wielemans jmenován čestným členem Akademie. Od té doby navrhoval, částečně společně se svým spolužákem Theodorem Reuterem, reprezentativní historizující veřejné budovy (např. justiční palác ve Vídni, dokončen v roce 1881, přestavba radnice ve Štýrském Hradci nebo kostely ve vídeňských okresech Josefstadt a Ottakring). Na českém území byly díky jeho projektům postaveny justiční paláce v Olomouci (1886–1902, dnes Okresní soud v Olomouci) a v Brně (1906–1909, dnes Krajský soud v Brně).